# Carlo Stefano Rodríguez
Carlo Stefano Rodríguez Lara ( Guadalajara, México, 24 de septiembre de 1988) es un futbolista mexicano que juega actualmente en el Tampico Madero Futbol Club de la Liga de Ascenso.
EL 30 de julio de 2013 firma un contrato por un año con el FC Banants, cumpliendo su deseo de jugar en Europa. debido a que su carta pertenecía a los Favela, y además fue solo a préstamo a Banants, regresa, ahora con Irapuato. luego de la nueva desaparición del Irapuato, se rumbo a Tapachula a jugar con los Cafetaleros.

## Clubes
| Club                              | País    | Año           |
| --------------------------------- | ------- | ------------- |
| Estudiantes Tecos                 | México  | 2008 - 2010   |
| Leones Negros                     | México  | 2010          |
| Dorados de Los Mochis             | México  | 2010 - 2011   |
| Murciélagos FC                    | México  | 2011 - 2013   |
| FC Banants                        | Armenia | 2013 - 2014   |
| Irapuato                          | México  | 2014 - 2015   |
| Cafetaleros de Tapachula          | México  | 2015 - 2016   |
| Loros de la Universidad de Colima | México  | 2016 - 2017   |
| Murciélagos FC                    | México  | 2017          |
| C. A. Zacatepec                   | México  | 2018          |
| Tampico Madero                    | México  | 2019-presente |